# Gilles Mas
Gilles Mas (Condrieu, 5 de gener del 1961) va ser un ciclista francès professional del 1983 al 1999. Un cop retirat, s'ha dedicat a la direcció esportiva concretament a l'equip AG2R La Mondiale.

## Palmarès
- 1982
  - 1r a la Ruta de França i vencedor d'una etapa
  - 1r al Tour de Bearn-Aragó
- 1990
  - Vencedor d'una etapa al Tour del Tarn i la Garona

### Resultats al Tour de França
- 1984. 29è de la classificació general
- 1985. 37è de la classificació general
- 1986. 47è de la classificació general
- 1987. 32è de la classificació general
- 1988. Abandona (19a etapa)

### Resultats a la Volta a Espanya
- 1984. 32è de la classificació general
- 1985. 25è de la classificació general